# Предворје
Предворје или вестибил (од лат. vestibulum) је потпуно или делимично затворен простор испред главног улаза у неку грађевину или дворану. Предворје се налази код већине објеката који су одређени за велико мноштво људи у јавним зградама  (као метро, административне зграде, школе, хотели, болнице итд.). Овакви простори познати су и у архитектури древног Рима: у античкој римској архитектури, вестибил је било предворје испред улаза у атријум куће.
Архитектонски елеменат са сличном функцијом у неким историјским објектима назива се сала терена (итал. sala terrena  „приземна сала“).